# Wing Commander (computerspelserie)
Wing Commander, ontwikkeld door het Texaanse Origin Systems, was een zeer succesvolle simulatieserie van ruimtegevechten. Het eerste spel kwam uit in 1990, en in de jaren 90 kwamen diverse opvolgers uit in de reeks. Het laatste spel kwam uit in 2007 voor Xbox 360.
Wing Commander was niet het eerste spel waarin men rond kon vliegen in de ruimte (zoals in Elite) maar onderscheidde zich door grafisch indrukwekkende afbeeldingen, complexe personages en een spannende verhaallijn.

## Verhaal
Het verhaal in het origineel ging om de strijd in de Vega Sector tegen de Kilrathi en wordt verder bepaald door de prestaties van de speler. Als een missie mislukte kreeg men niet meteen game over op het scherm.
De kameraadschap op de TCS Tiger's Claw was groots: men kon met mensen op dat schip praten over van alles en nog wat, van tactieken tot de laatste roddels. Daardoor kreeg de speler zowaar een echte band met de 'wingmen', die elk een andere vliegstijl hebben.

## Uitbreidingen
Het verhaal maakte Wing Commander uiterst populair en dat gaf ruimte voor een aantal uitbreidingen:

### Secret Missions I
Secret Missions I behandelde de vernietiging van de Kolonie op Goddard en de jacht op het wapen dat het vernietigde. Er werd slechts één nieuw schip toegevoegd: de Sivar, aan de zijde van de Kilrathi.

### Secret Missions II: Crusade
Secret Missions II behandelde de verdediging van de Firekka, die werden opgejaagd door de Kilrathi. De speler kon nu in de Dralthi vliegen, een ruimteschip van de Kilrathi.

## Wing Commander II
Wing Commander II verbeterde veel aan het origineel. De verhaallijn bestond bijvoorbeeld niet meer uit gewoon met mensen praten, maar het had veel weg van een film.
De speler kon deze keer ook in een bommenwerper zitten. Grote slagschepen konden namelijk niet meer neer worden geschoten: ze moesten "getorpedeerd" worden. Deze bommenwerpers hadden geen nabranders, maar wel minimaal één geschutskoepel. Er werd ook een flink aantal nieuwe missies toegevoegd, en de speler kon ook (als de verhaallijn het toeliet) op andere plekken dan zijn eigenlijke thuisbasis landen.
Het verhaal gaat dat de speler, de beste piloot van de Confederatie, beschuldigd wordt van verraad, kort nadat de TCS Tiger's Claw is opgeblazen bij K'Thrahak Mang. Er is te weinig bewijs, maar hij wordt toch gedegradeerd tot kapitein. Wanneer de speler weigert om de verantwoordelijkheid te nemen, plaatst admiraal Tolwyn hem op een ruimtestation. Na een verontrustende patrouille (tien jaar later) waar de speler de Kilrathi is tegengekomen, terwijl ze daar niet hoorden te zijn, krijgt hij door de radio te horen dat de TCS Concordia in die sector is gevlucht en wordt aangevallen. Hij moet ze samen met kapitein Norwood te hulp schieten. De operatie slaagt, maar wanneer de speler is geland, kan hij door problemen niet meer opstijgen en blijft hij aan boord van het schip, samen met enkele oude vrienden en de lafaard van slechte reputatie K'Thrahak Mang.

### Special Operations
De speler wordt overgeplaatst naar een Speciale Operaties-divisie waarin hij samen met de Kilrathi, Hobbes en Paladin strijdt voor de verdediging van een Kilrathi-kolonie die zich verzet tegen het rijk van de Kilrathi. Later blijkt ook dat men op een slagschip van de mensheid aan het muiten is geslagen, en dat deze muiters groepen hebben gevormd die elkaar afmaken. Dit maakt de vrede herstellen moeizaam, en het feit dat dit slagschip een prototype-bommenwerper aan het testen was zelfs nog lastiger.

## Lijst van spellen
| Jaar | Titel                                         | Platform                                                 |
| ---- | --------------------------------------------- | -------------------------------------------------------- |
| 1990 | Wing Commander                                | DOS, Amiga, FM Towns, Mega-CD, SNES                      |
| 1991 | Wing Commander II - Vengeance of the Kilrathi | DOS                                                      |
| 1993 | Wing Commander Academy                        | DOS, Windows                                             |
| 1993 | Wing Commander: Privateer                     | DOS, Windows, Macintosh                                  |
| 1994 | Wing Commander III - The Heart of the Tiger   | DOS                                                      |
| 1994 | Wing Commander Armada                         | DOS, Windows, FM Towns, PC-98                            |
| 1996 | Wing Commander IV - The Price of Freedom      | DOS, Windows, Macintosh, PlayStation, PlayStation 3, PSP |
| 1997 | Wing Commander: Prophecy                      | Windows, Game Boy Advance                                |
| 2007 | Wing Commander Arena                          | Xbox 360                                                 |

## Trivia
- In 1999 kwam de Wing Commander bioscoopfilm uit, met o.a. Freddie Prinze jr. en Matthew Lillard.